# Sport athlétique hagetmautien
Maillots
Actualités
Dernière mise à jour : =.
Le Sport athlétique hagetmautien est un club français de rugby à XV basé à Hagetmau, ville des Landes.
Il évolue en 2022-2023 en Fédérale 2.

## Histoire

### Débuts du club
Le Sport athlétique hagetmautien est officiellement créé le 26 octobre 1919. Il succède au club des Intrépides d'Hagetmau, entité née en 1909.

### Ascension du club

#### Double vainqueur du challenge de l’Essor 1978 et 1979
Le club remporte 2 fois consécutivement le challenge de l’Essor, compétition réservée aux clubs de deuxième division.

#### Champion de France de deuxième division 1980
Le XV Hagetmautien a eu sa consécration en 1980 avec à la clé un succès en finale du championnat de France de deuxième division contre Foix d’un certain Francis Déjean.

### Montée en première division
Le club dispute trois saisons en groupe B entre 1981 et 1983.
Fin 1981, Alain Lansaman est invité à venir renforcer la sélection des Alpes qui réussira l'exploit de battre les All blacks qui essuieront là leur seule défaite (16-18) de toute leur tournée européenne.

#### Champion de France de première division groupe B 1983
Puis trois ans plus tard, le 22 mai 1983 les Rouges et Bleus remettent ça puisqu'ils seront à nouveau titrés au bout d'une saison extraordinaire. Cette fois-ci ce sera le PUC qui aura le regret de perdre en finale de championnat de France première division groupe B face au SAH.

#### Hagetmau dans l’élite du rugby français (1984-1986)
Hagetmau dispute deux saisons dans l’élite en 1984 et en 1986.
En 1984, le SAH termine dernier de sa poule et est relégué en groupe B.
L'année suivante, il atteint la finale du championnat de France groupe B qu'il perd contre Marmande 15-11 et remonte ainsi dans l'élite.
Le club effectue également un beau parcours en coupe de France où il atteint les quarts de finale, battu par Brive 18-6.
En 1986, il est battu en barrage d’accès aux huitièmes de finale par Béziers 10-6 après s’être vu refuser un essai en fin de match. Hagetmau est alors classé 21e club français, le meilleur classement de son histoire.
Cette défaite le condamne à la descente en groupe A2 à cause de son classement moyen en poule, 6e de sa poule de 10.

#### Hagetmau en groupe A2 puis en groupe B (1987 et 1988)
Hagetmau joue en groupe A2 en 1987 ce qui le situe entre la 21e et la 40e place sur l’échiquier national.

#### Remontée en première division groupe A (1989-1991)
Hagetmau dispute ses trois dernières saisons dans l’élite entre 1989 et 1991 avec notamment cette année là  une victoire historique face au SU Agen des Philippe Sella, Philippe Benetton, Pierre Berbizier et autres Abdelatif Benazzi.

### Bilan
Hagetmau a disputé de 1980 à 1993 le championnat de France de première division (sept saisons en groupe A et six saisons en groupe B).
Toutes les grosses cylindrées du championnat ou presque sont venues se frotter à l'équipe chalossaise, souvent qualifiée de « rugueuse ».

### La fin de l’épopée d’Hagetmau
Depuis 1993, le club fréquente plutôt le groupe B, devenu Nationale 1 puis Fédérale 1, ou le niveau inférieur.
Lors de la saison 2011-2012, le SAH assure son maintien en Fédérale 1 à la faveur d'une victoire lors de l'ultime journée de la saison régulière face à Saint-Nazaire (15-13) terminant à la 5e place (ex æquo avec Saint-Junien) de la poule 3.
Pour la saison 2012-2013, Hagetmau est dans la poule 3 regroupant l'US Tyrosse, le Sporting nazairien rugby, le RC Vannes, le Saint-Jean de Luz olympique, le Stade langonnais, le CA Périgueux, l'US Marmande, le Stade niortais et le RAC angérien.
Alors en Fédérale 2, le SAH est relégué en Fédérale 3 au terme de la saison 2018-2019 ; néanmoins, il est administrativement repêché sur invitation de la Fédération française de rugby.

## Identité visuelle

### Couleurs et maillots
À ses débuts, le noir est la couleur principale du club, selon une théorie en hommage aux victimes de la Première Guerre mondiale, achevée un an avant la création de l'équipe du SAH.
Le rouge et le bleu sont adoptés en 1923, sur l'initiative de Robert Lalaude, revenant d'un service militaire à Limoges et d'après les couleurs du club local de l'USA Limoges,.

### Logo

Évolution du logo
Ancien logo.
Logo abandonné en 2019.
Logo instauré en 2019.

## Palmarès

### Détail du palmarès
La liste suivante récapitule les performances du club :
- titres de champion et finales ainsi que les meilleures performances dans les compétitions.

Championnat de France première division
- Meilleure performance : seizièmes-de-finaliste en 1986

Coupe de France
- Meilleure performance : quart-de-finaliste en 1985

Championnat de France première division groupe B
- Champion (1) : 1983
- Vice-champion (1) : 1985

Championnat de France de deuxième division
- Champion (1) : 1980

Championnat de France de Fédérale 2
- Vice-champion (1) : 2011

Championnat de France de troisième division
- Vice-champion (1) : 1965

Challenge de l'Espérance
- Vainqueur : 1985

Championnat côte Basque
- Champion (3) : 1926, 1932 et 1939.

Challenge de l'Espoir
- Vainqueur (1) : 1965

Challenge de l'Essor (2e division)
- Vainqueur (2) : 1978 et 1979

### Finales disputées
Championnat de France groupe B
| Date        | Vainqueur   | Finaliste   | Score   | Lieu                                     | Spectateurs |
| ----------- | ----------- | ----------- | ------- | ---------------------------------------- | ----------- |
| 22 mai 1983 | SA Hagetmau | Paris UC    | 12 - 7  | Stade municipal Robert-Brettes, Mérignac | 7 000       |
| 19 mai 1985 | US Marmande | SA Hagetmau | 15 - 11 | Stade Jean-Trillo, Condom                | 7 826       |

## Personnalités du club

### Joueurs emblématiques

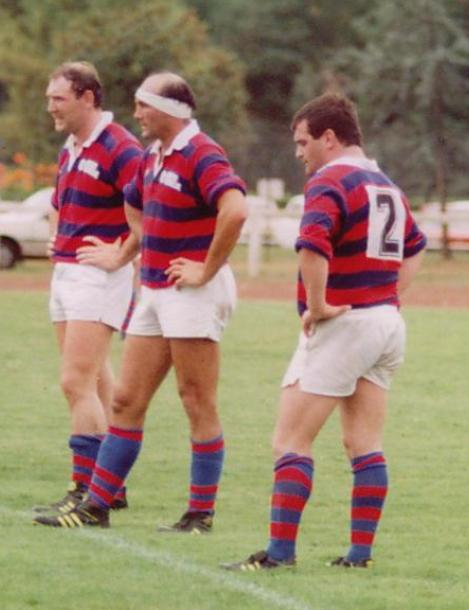
Christian Pulquerie, Alain Lansaman et Bernard Tudéla le 27 août 1989.

- Alain Lansaman
- Bernard Capdepuy
- Bruno Lom
- Eric Melville
- Stéphane Castaignède

### Entraîneurs
- Oct. 2019-avr. 2020 :  Grégory Moulis